# Hertigdömet Nassau
Hertigdömet Nassau var en stat som existerade mellan 1806 och 1866 och styrdes av huset Nassau. Det låg i det område där Hessen och Rheinland-Pfalz nu är belägna.

## Historia
Hertigdömet var medlem av Tyska förbundet 1815–1866. Landet bestod av nio olika enklaver och annekterades av Preussen efter tyska enhetskriget 1866, varefter det ombildades till provinsen Hessen-Nassau.
1865 omfattade hertigdömet 4 708 km² och hade 465 639 invånare. Från 1100-talet omtalas grevar av Nassu. Arvländerna delades 1255 mellan greve Henrik den rikes två söner så att den äldre sonen, Walram, far till tyske kungen Adolf av Nassau, fick besittningarna söder om Lahn och den yngre,
Otto, länderna norr om Lahn. Den förre blev stamfader för hertigarna av Nassau, som sedan samlade alla arvländerna, den senare för ståthållarna och kungarna i Nederländerna. Den Walramska grenen klöv sig i flera linjer.
1806 erhöll furstarna av Nassau-Usingen och
Nassau-Weilburg till belöning för sin beredvillighet att biträda Rhenförbundet hertigtiteln och full
suveränitet i sina länder, som de från den tiden regerade gemensamt, tills med grenen Nassau-Usingens utslocknande i hertig Fredrik Augusts person (1816)
alla walramska linjens besittningar samlades hos hertig Vilhelm av Nassau-Weilburg och denne blev ensam regent.

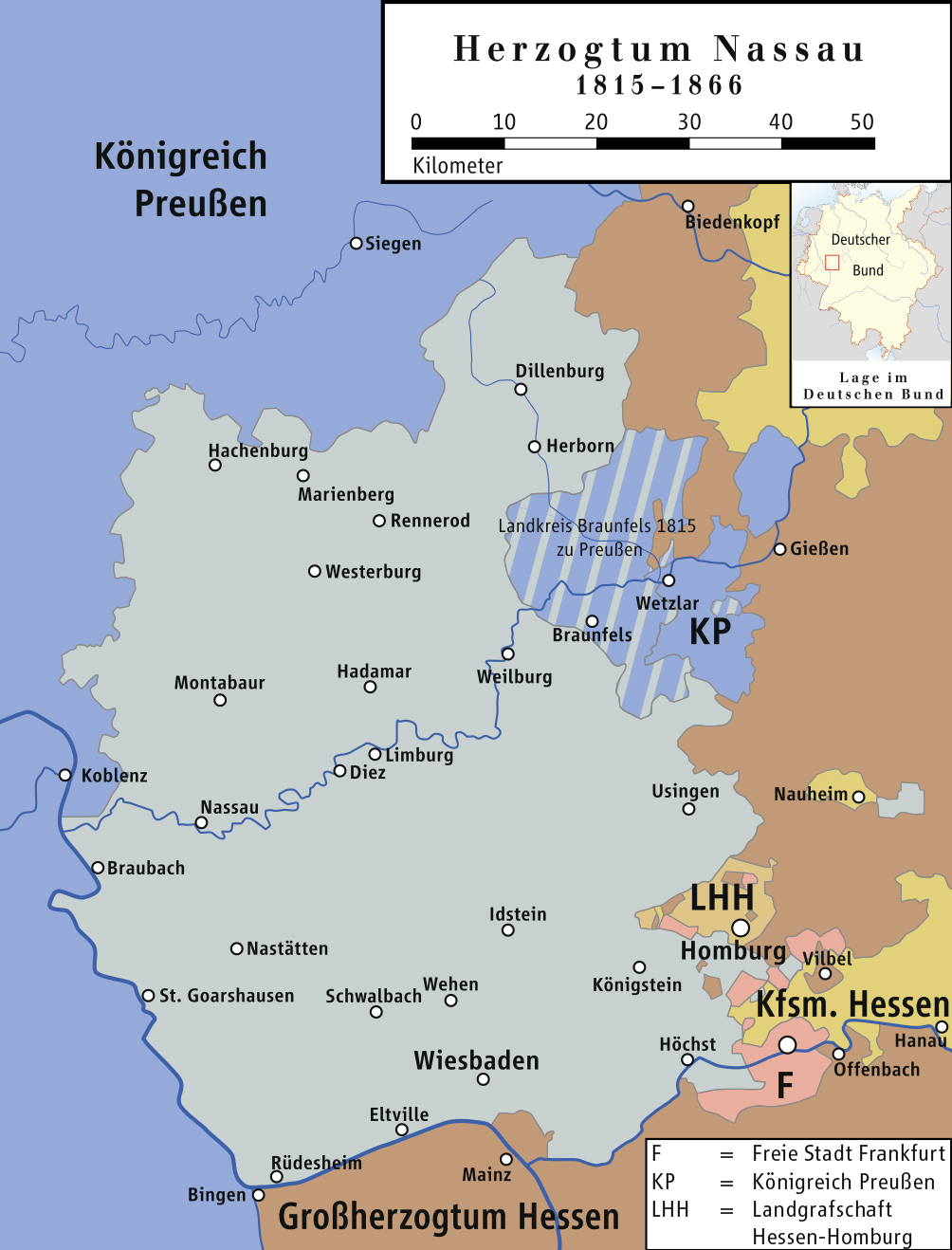
Karta över Hertigdömet Nassau från 1815

Redan 1814 hade Nassau fått en författning med landständer, men dessa trädde först 1818 i verksamhet och låg i ständig strid med hertigen. Regeringen var konservativ och höll folket i fullständigt omyndighetstillstånd. Hertig Vilhelm hade i sitt första äktenskap, med Lovisa av Sachsen-Altenburg (f. 1794, d. 1825), fyra barn, bland dem sonen Adolf, i sitt senare, med Paulina av Württemberg (f. 1810, d. 1856), sonen Nikolaus
(f. 1832, d. 1905) samt döttrarna Helena (f. 1831, sedan 1853 gift med furst Georg av Waldeck) och
Sofia, som senare förmäldes med Oskar II.
Vilhelm efterträddes 1839 av sin son Adolf, som fortsatte faderns regeringssystem till 1848, då oroligheter tvingade honom till eftergifter. Nassau erhöll 1849 en liberal författning med en enda kammare, vald genom allmän omröstning, men denna upphävdes redan 1851 av hertigen, som därefter förde regeringen i reaktionär riktning.
Även i den yttre politiken var hertigen av olika mening med sina undersåtar. Medan dessa hyste livliga sympatier för Preussen, slöt hertigen sig mycket nära till Österrike. Han började i juli 1866 krig mot Preussen, men måste redan den 15 samma månad lämna landet, som besattes av preussiska trupper och i oktober förenades med Preussen.